# Flatocerus hainanensis
Flatocerus hainanensis är en insektsart som beskrevs av Liang och Z. Zheng 1988. Flatocerus hainanensis ingår i släktet Flatocerus och familjen torngräshoppor. Inga underarter finns listade i Catalogue of Life.